# 奈須田雄大
奈須田 雄大（なすだ ゆうだい、1994年11月7日 - ）は、日本の俳優。東京都出身。

## 人物
特技はスノーボード。
趣味は筋トレ、サウナ、カラオケ。カラオケで歌う曲は寺尾聰の『ルビーの指環』。以前はaoaoに所属していた。

## 出演

### テレビドラマ
- 男水!（2017年1月22日 - 3月12日、日本テレビ） - 村上英輔 役
- 仮面ライダービルド（2018年2月18日 - 6月3日・8月12日、テレビ朝日） - 鷲尾雷 / エンジンブロス 役
- モブサイコ100（2018年1月 - 、テレビ東京）
- 連続テレビ小説 半分、青い。 第83回（2018年7月6日、NHK総合） - カリスマ植木職人 役

### 舞台
- 男水!（2017年5月） - 村上英輔 役

### 映画
- Introduction of Someone Else（2016年11月）
- デメキン（2017年12月2日公開）
- 曇天に笑う（2018年3月21日公開）

### CM
- トヨタ自動車 TOYOTOWN（2014年9月 - ）